# Modrá armáda

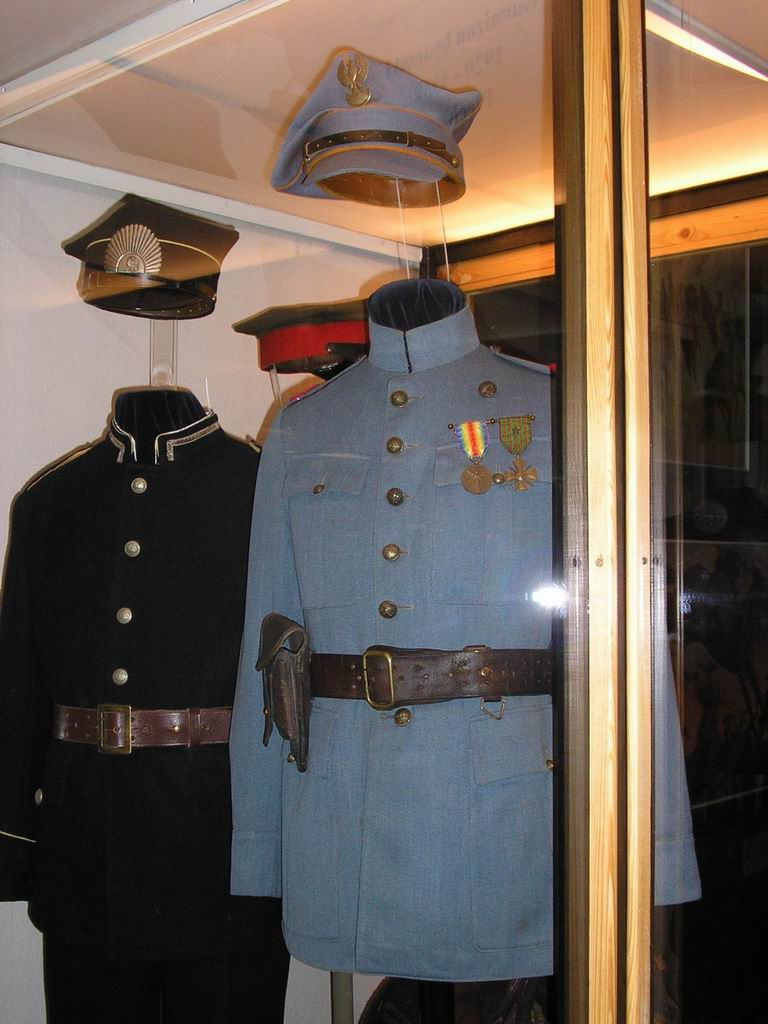
Uniforma vojáka tzv. Modré armády

Modrá armáda (polsky Armia Polska we Francji, nebo také Błękitna Armia, Armia Hallera, francouzsky L’Armée bleue) bylo pojmenování pro polskou armádu, jež byla založena ve Francii během první světové války 4. června roku 1917 a jež bojovala na straně tzv. Trojdohody (Ententy). Dekret o založení této armády podepsal francouzský prezident Raymond Poincaré. Přízvisko modrá (polsky błękitna) získala polská armáda podle modrého zbarvení svých uniforem. Generálem tzv. Modré armády byl Józef Haller de Hallenburg.
Modrá armáda byla složena z Poláků, kteří sloužili ve francouzské armádě, dále z polských válečných zajatců (cca 35 000 mužů), polských dobrovolníků z USA a Kanady (22 000 mužů) a z potomků polských přistěhovalců z Brazílie (300 mužů).
Po ukončení první světové války dorazila armáda do znovuzrozené druhé Polské republiky a podílela se na polsko-ukrajinské či polsko-sovětské válce.